# Victor Klemperer
Victor Klemperer, född 9 oktober 1881 i Landsberg an der Warthe, provinsen Brandenburg, Kejsardömet Tyskland, död 11 februari 1960 i Dresden, Östtyskland, var en tysk författare, litteraturvetare, romanist och kommunistisk kulturpolitiker i DDR. Han är främst känd för sin avhandling LTI: Tredje rikets språk från 1947, som kritiserade det nazistiska systemet ur ett filologiskt perspektiv, samt för sina dagböcker från nazitiden, som publicerats under titeln Intill slutet vill jag vittna.

## Biografi
Klemperer var Wilhelm Klemperers åttonde barn, och kusin till dirigenten Otto Klemperer. Fadern var reformistisk rabbin i Landsberg, senare i Berlin. Medicinarna Georg och Felix Klemperer var bröder till Victor Klemperer. 
Efter att ha hoppat av det franska gymnasiet i Berlin avlade den unge Victor Klemperer sin examen i Landsberg 1902. Efter gymnasiet studerade han filosofi, germanistik och romanistik i München, Berlin, Genève och Paris. År 1906 gifte han sig med Eva Schlemmer och verkade fram till 1912 som publicist i Berlin. 1912 konverterade han till protestantismen och promoverades. Två år senare fick Klemperer också sin habilitation.
Åren 1914–1915 arbetade Victor Klemperer som lektor vid universitetet i Neapel. Han anmälde sig som frivillig och deltog som artillerist på västfronten. År 1916 fick han en ny tjänst på militärcensuren vid Oberkommando Ost, i Kowno och Leipzig. Efter kriget tillträdde han 1920 som professor i romanistik vid Dresdens tekniska högskola.
Efter nazisternas maktövertagande 1933 fråntogs Klemperer sin tjänst vid högskolan i enlighet med den nyinstiftade lagen om återupprättande av yrkesämbeten – en lag som de facto belade judar på högre poster i samhället med yrkesförbud – trots att Klemperer hade konverterat och var gift med en "arisk" fru. Den avsatte professorn koncentrerade sig därefter på sitt arbete om den franska 1700-talslitteraturen, som han hade påbörjat två år tidigare. På grund av omständigheterna kom detta verk ut i sitt första band först tjugo år senare. Till omständigheterna hörde att han som jude inte ägde tillträde till bibliotek och inte heller fick prenumerera på tidningar och tidskrifter. Detta tvingade honom att lägga litteraturvetenskapen åt sidan till förmån för tvåbandsverket Curriculum Vitae och sedermera hans mest berömda verk, avhandlingen LTI (Lingua Tertii Imperii). Arbetet utfördes mest i form av dagboksanteckningar som fick sammanställas först efter kriget.
År 1940 tvingades paret Klemperer att flytta från sitt hus och bodde därefter i ett judehus i Dresden. Paret överlevde flyganfallet mot Dresden 13–14 februari 1945 och undkom även deportationen till förintelselägren. Klemperer kommenterar detta i LTI:
| ”     | Morgonen den 13 februari 1945 kom ordern om att evakuera de sista kvarvarande stjärnbärarna. Dittills räddade från deportation, eftersom de levde i blandäktenskap, var de nu dödens. Man var tvungen att göra av sig med dem på vägen, eftersom Auschwitz sedan länge befann sig i fiendens händer och Theresienstadt var allvarligt hotat. Kvällen den 13 februari drabbades Dresden av katastrofen. Bomberna föll, husen störtade samman, fosforregn föll över oss, de brinnande bjälkarna brast över såväl ariska som icke-ariska huvuden och samma eldstorm tog såväl jude som kristen med sig i döden. För de omkring sjuttio stjärnbärare som skonades denna natt betydde den däremot räddningen, eftersom de kunde undkomma Gestapo i det allmänna kaos som rådde. | „ |
| – LTI | |   |

Efter en flera månader lång flykt genom Sachsen och Bayern kunde paret Klemperer återvända till sitt hus i Dölzschen i juni 1945. Månaderna därpå, medan Victor Klemperer svävade i ovisshet om sina framtida karriärutsikter, nedtecknades LTI.
Till skillnad från många andra tyskar avstod Klemperer från att flytta till västzonerna, eftersom han föredrog att framleva sina dagar med "de röda" än med "de gamla bruna". Paret gick tidigt med i KPD, det tyska kommunistpartiet, och kom därför att tillhöra DDR:s politiska elit. Från och med 1947 arbetade Victor Klemperer vid universiteten i Greifswald, Halle och Berlin. År 1950 blev han via Kulturbund, den östtyska massorganisationen för kulturarbetare, ledamot i Folkkammaren, DDR:s parlament. Som medlem i vetenskapsakademin försvarade han det franska språkets ställning mot sovjetiseringen av Östtyskland.

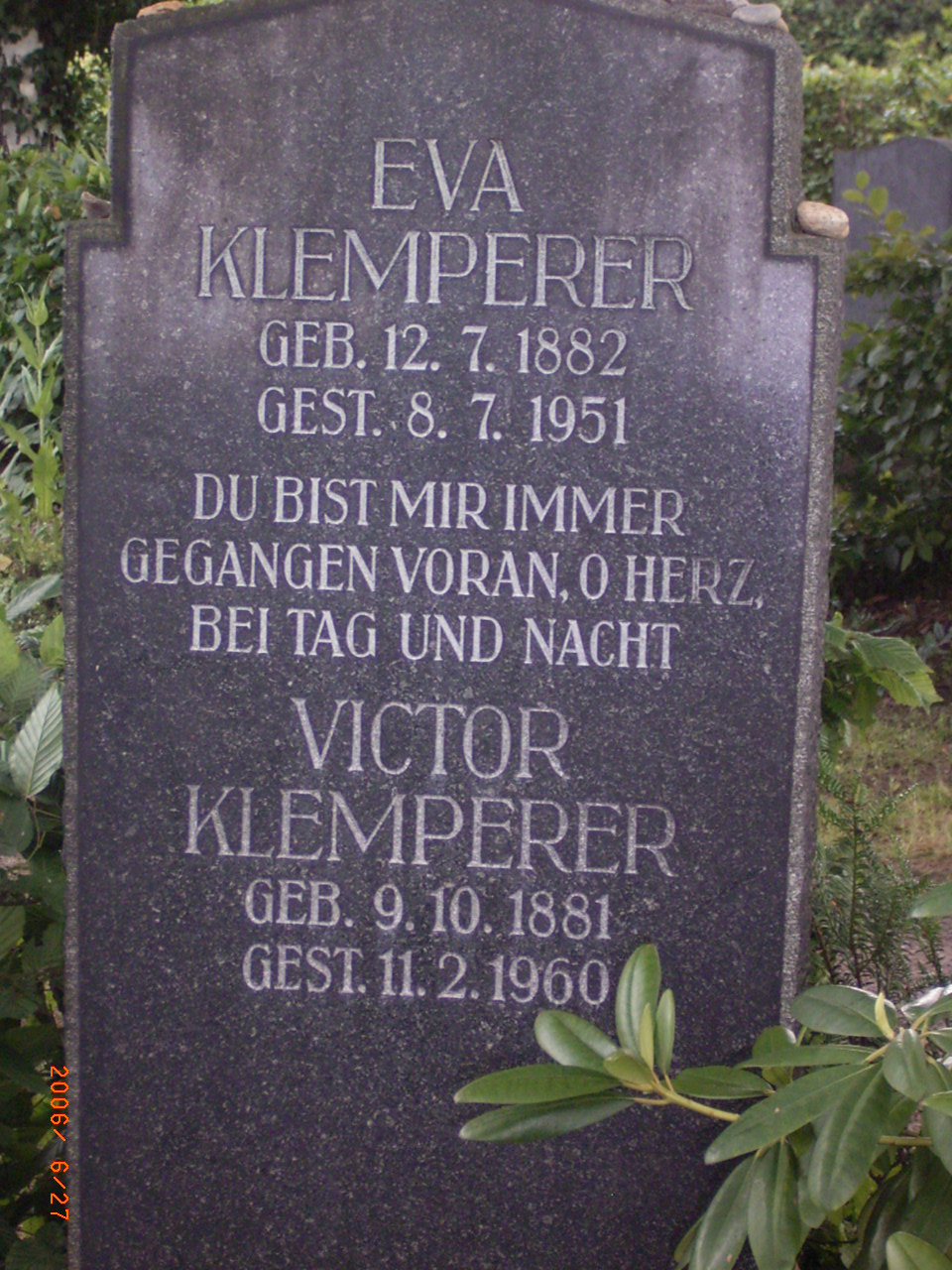
Paret Klemperers grav i Dresden-Dölzschen

År 1960 avled Victor Klemperer och begravdes i Dresden-Dölzschen. År 1995 tilldelades Klemperer postumt syskonen Scholls litteraturpris. Hyllningstalet hölls av Martin Walser.

## Dagboken
Victor Klemperer efterlämnade en mycket omfångsrik dagbok. I den skildras såväl intriger i den akademiska världen, såsom Klemperers konkurrens med Ernst Robert Curtius, som skildringar ur privatlivet, där den sjukliga hustrun spelar en stor roll. I takt med nazisternas maktövertagande och omdaning av samhället förvandlas dagböckerna till ett talande tidsdokument. Banden från trettiotalet fram till krigsslutet tar upp den växande antisemitismen, stämningen i judehuset dit han förflyttats och rädslan för Gestapo. Vänliga bemötanden från "ariska" tyskar och andra tecken på icke-nazistiska företeelser noteras också av Klemperer, som ständigt hoppas på ett snabbt slut på kriget och förföljelserna. 
Dagboken började ges ut 1996 av det före detta östtyska Aufbau-Verlag, och blev en stor försäljningsframgång. Klemperers dagböcker räknas nu som standardverk inom historie- och tyskundervisningen.
År 1999 gjordes dagböckerna, i en omarbetning av Peter Steinbach, om till en tv-serie på tolv delar: Klemperer – Ein Leben in Deutschland. Serien regisserades av Kai Wessel och huvudrollen spelades av Matthias Habich.

## Citat
| ”           | Ord kan vara som mycket små arsenikdoser: de sväljs helt obemärkt, de tycks inte ha någon verkan men efter ett tag verkar giftet ändå. | „ |
| – V.K., LTI | |   |

## Verk
- Die moderne französische Prosa 1870–1920, Berlin 1923
- Die französische Literatur von Napoleon bis zur Gegenwart, 4 Bd., Berlin 1925-31 (Nyutg. 1956 med titeln Geschichte der französischen Literatur im 19. und 20. Jahrhundert)
- LTI – Notizbuch eines Philologen, Berlin, 1947 (Utgiven av Reclam Verlag Leipzig, ISBN 3-379-00125-2)
- Geschichte der französischen Literatur im 18. Jahrhundert, Bd. 1: Berlin, 1954, Bd. 2: Halle 1966

Efterlämnade verk
- Curriculum Vitae (Band I–II). Berlin 1996, ISBN 3-7466-5500-5
- Leben sammeln, nicht fragen wozu und warum – Tagebücher 1919–1932. Berlin 1996, ISBN 3-351-02391-X
- Ich will Zeugnis ablegen bis zum letzten – Tagebücher 1933–1945 (Band I–VIII). Berlin 1995, ISBN 3-7466-5514-5
- Und so ist alles schwankend – Tagebücher Juni–Dezember 1945. Berlin 1996, ISBN 3-7466-5515-3
- So sitze ich denn zwischen allen Stühlen. – Tagebücher 1945–1959 (Band I–II). Berlin 1999, ISBN 3-351-02393-6
- Das Tagebuch 1933–1945. I urval för yngre läsare. 2. utg., Berlin 1997.

## Verk på svenska
- Intill slutet vill jag vittna. Dagböcker 1933–1945, 2 vol., Norstedt 1999, ISBN 91-1-300557-X
- Intill slutet vill jag vittna : Dagböcker 1933-1945, Norstedt 2020, ISBN 9789113097442
- LTI: Tredje rikets språk, Glänta produktion, 2006, ISBN 978-91-975607-6-4
- Revolutionsdagbok 1919: skratta och gråta på samma gång, Fischer & Co, [2016], ISBN 978-91-88243-11-9